# Ručna stapna sisaljka
Ručna stapna sisaljka ili ručna klipna sisaljka (crpka ili pumpa) se sastoji od cilindra u kojem se giba stap. Na stapu se nalazi tlačni ventil, a na kraju cilindra, na koji se priključuje usisna cijev, usisni ventil. Na dnu usisne cijevi nalazi se košara koja sprječava ulaz većih predmeta u sisaljku. U košari, to jest na kraju usisne cijevi, smješten je nepovratni ventil koji služi da se usisna cijev potpuno ne isprazni. Povlačenjem poluge prema dolje podiže se stap i ispod njega nastaje podtlak. Zbog toga veći atmosferski tlak tjera vodu u cilindar i otvara usisni ventil. Kad stap ide prema dolje, ispod njega nastaje pretlak, pa se otvara tlačni, a zatvara usisni ventil. Voda sada dolazi iznad stapa, te se ponovnim dizanjem stapa tjera do izljeva. Razmak između dva krajnja položaja zove se stapaj. Neke sisaljke nemaju tlačni ventil u stapu, već je on smješten na ulazu u tlačnu cijev. Opisana stapna sisaljka je jednoradna jer za vrijeme jednog stapaja siše, a za vrijeme drugog tlači tekućinu.

### Snaga sisaljke
Korisna snaga Pk (u vatima ili W) potrebna za dizanje tekućine na visinu h (u metrima ili m) jest:
{\displaystyle P_{k}=m\cdot g\cdot h}
pri čemu je m masa tekućine u kilogramima (kg), koja se diže u jednoj sekundi (s) ili maseni protok, a g je ubrzanje zemljine sile teže. Međutim, zbog trenja u mehanizmu utrošena snaga Pi mora biti veća od korisne snage Pk. Omjer između korisne i utrošene snage zove se mehanički stupanj iskoristivosti sisaljke η, to jest:
{\displaystyle \eta ={\frac {P_{k}}{P_{i}}}}
pa je utrošena snaga Pi (W):
{\displaystyle P_{i}={\frac {P_{k}}{\eta }}={\frac {m\cdot g\cdot h}{\eta }}}

## Sisaljka
Sisaljka, crpka ili pumpa (njem. Pumpe < srednjoniz. pompe < španj. bomba: brodska crpka) je naprava ili stroj za prijenos (transport) kapljevine, odnosno njezinu dobavu na višu razinu ili u područje višega tlaka. Prijenos kapljevine sisaljka obavlja usisavajući ju kroz usisni cjevovod, u radnom joj dijelu povećava ukupnu mehaničku energiju (brzinu, tlak, ili oboje) i potom ispušta kroz tlačni cjevovod.

### Povijest
Prve naprave za dobavu vode s niže na višu razinu bile su kola s vjedricama, koja su se u starom Egiptu rabila pri natapanju. Prvu je vijčanu pumpu 200. pr. Kr., prema predaji, izmislio Arhimed (Arhimedov vijak), a u isto je doba starogrčki izumitelj Ktesibije Aleksandrijski izradio dvocilindričnu stapnu crpku za gašenje požara. Leonardo da Vinci i Galileo Galilei dali su svoj doprinos razvoju stapnih sisaljki, a talijanski inženjer Agostino Ramelli (1531. – 1600.) konstruirao je 1588. preteču današnjih rotacijskih lamelnih sisaljki. Tijekom 16. i 17. stoljeća razvijeni su u zapadnoj Europi složeni crpni uređaji za odvodnjavanje dubokih rudničkih jama i opskrbu gradova vodom. Prvu parnu pumpu patentirao je u Engleskoj 1698. Thomas Savery (1650. – 1715.), a Thomas Newcomen (1663. – 1729.) znatno ju je poboljšao 1711. uvođenjem cilindra sa stapom što ga je pokretala para, te spajanjem stapajice parnog i pumpnoga stapa ozibnom polugom. Uz poboljšanja engleskog inženjera Johna Smeatona (1724. – 1792.), takve su se pumpe sve do sredine 19. stoljeća u Engleskoj, Francuskoj i Njemačkoj upotrebljavale za rudnička pumpna postrojenja i za opskrbu gradova pitkom vodom. Prvu turbosisaljku, gotovo neupotrebljivu za praktične primjene, napravio je 1732. Kernelien Le Demour, a prva takva sisaljka, u osnovi jednaka današnjima, bila je takozvana sisaljka Massachusetts, izrađena u Bostonu 1818. Isprva su te sisaljke bile pokretane parnim strojem, a od kraja 19. stoljeća i elektromotorom, te su ubrzo zamijenile stapne sisaljke u gotovo svim područjima primjene. Danas se sisaljke upotrebljavaju za različite namjene, pa su među strojevima po zastupljenosti odmah iza elektromotora. Sve donedavno, mnoge su slikovite stapne sisaljke od lijevanoga željeza ukrašavale ulice i trgove naših gradova, noseći popularno ime "Željezni Martin". Možda najpoznatija takva ulična crpka bila je ona na Cvjetnom trgu u Zagrebu, nestala za njegove neuspjele obnove 1990-tih.